# 代々木ゼミナール事件
代々木ゼミナール事件（よよぎゼミナールじけん）は、日本で発生した労働争議。

## 裁判まで
代々木ゼミナールの給与規定では、賞与の支給要件として対象期間の90%を出勤することを条件としていた。産前産後休業と育児による勤務時間短縮措置も欠勤日数とすると定められていた。育児による勤務時間短縮措置も欠勤日数とすることについては、1994年末の回覧文書で定められていた。
原告となる女性は、1994年度は産前産後休業を取得したため出勤日数は90%に達しなかった。1995年度は育児による時短勤務短縮措置を利用していたため給与規定では出勤日数は90%に達しなかった。このためこの女性には、この2年間に賞与を支払われなかった。
これに対してこの女性は代々木ゼミナールの取扱は、労働基準法の趣旨に反し公序良俗に反する、就業規則を不利益変更しているため効力は及ばないとして、賞与と慰謝料と弁護士費用の支払いを求めて提訴した。

## 裁判

### 下級審
1998年3月25日に東京地方裁判所で判決が下され、この取扱は公序良俗に反するため原告の勝ちとされ、代々木ゼミナールに賞与全額の支払いが命じられる。慰謝料と弁護士費用の支払いは命じられない。代々木ゼミナールは反訴を行う。仮に支払いを命じられるとしても欠勤割合に応じて減額することはでき、全額の支払いを命じるのは矛盾であると主張。だが2001年4月17日の東京高等裁判所での判決も公序良俗に反するとして、同じく全額の支払いを命じる。

### 最高裁判所
2003年12月4日に最高裁判所で判決が下される。代々木ゼミナールは時短勤務短縮措置による欠勤日数から90%を出勤していないこととして、賞与の全額を支払わないとしたことは公序良俗に反し違法とする。だが賞与の額を一定の範囲内で欠勤日数に応じて減額することは、直ちに公序良俗に反して無効ということはできない。就業規則では産前産後の休業と時短勤務短縮措置の期間は無給と定められている。このように休業した労働者は賃金請求権を有していないため、労働基準法で保証された趣旨を失わせているとは認められない。東京高等裁判所の判決を破棄し、差戻審が行われることとなる。
労働基準法では産前産後休業の賃金の定めは無いため、産前産後休業が有給であることは保証されていないと解する。有給休暇請求権の発生用件である勤務日数は、産前産後休業期間も出勤したとみなす旨があるが、出勤として取り扱う義務は無い。賃金の総額からその期間中の賃金を控除する旨もあるが、これは平均賃金を不当に低くしないため。申し出があれば育児による勤務時間を短縮する義務は有るが、その短縮された時間の賃金を支払う義務は無い。このことから産前産後の休業と時短勤務短縮措置の期間の賃金請求権は無いとする。
代々木ゼミナールが給与規定で定めていた、賞与の支給要件を90%以上出勤することに産前産後休暇と勤務時間短縮措置も計算をすることは公序良俗に反すると指摘される。この要件は従業員の出勤率の低下から経済的利益を得られないことを防ぐことが目的ならば合理性を有するが、この場合に当てはまっていないとされる。労働基準法および育児休業法で保障された趣旨を実質的に失わせると解された。従業員の収入において賞与は多くを占めるため、要件を満たさない従業員には一切支払わないことにしていることも指摘される。

### 差戻審
2006年4月19日に東京高等裁判所で差戻審の判決が下される。勤務時間短縮措置による育児時間の取得を欠勤扱いとすることは許されるが、従業員の収入において賞与の割合は大きいため、この欠勤で賞与全額を支払わないことにすることは信義誠実の原則に反して許されない。1994年に賞与の一部分を支払わなかったことは許されるが、1995年に賞与の全額を支払わなかったことは許されないとされた。